# جانيت ديفلن
جانيت مورين أويف ديفلين (بالإنجليزية: Janet Maureen Aoife Devlin)‏ (من مواليد 12 نوفمبر 1994) هي مغنية وكاتبة أغاني أيرلندية، برزت في السلسلة الثامنة من ذا إكس فاكتور وذلك في عام 2011 حيث احتلت المركز الخامس.
قامت بإطلاق أول ألبوم لها في أكتوبر 2012 عبر "PledgeMusic "مع إصدار محدود من «الجهات المعلنة فقط» في 1 يوليو 2013. كما أنتجت إصدارًا عامًا مع أغانٍ جديدة وأغاني تم إعادة صياغتها في 9 يونيو 2014.

## روابط خارجية
- جانيت ديفلن على موقع IMDb (الإنجليزية)
- جانيت ديفلن على موقع ميوزك برينز (الإنجليزية)
- جانيت ديفلن على موقع أول ميوزيك (الإنجليزية)
- جانيت ديفلن على موقع ديسكوغز (الإنجليزية)